# ボーイング軌道飛行試験2
Boe-OFT 2としても知られるボーイング・スターライナー軌道飛行試験2（ボーイングスターライナーきどうひこうしけんに、Boeing Starliner Orbital Flight Test 2）は、CST-100 スターライナー宇宙船のボーイングによる成功しなかった1度目の軌道飛行試験（Boe-OFT）のやり直しである。この無人ミッションはNASAの商業乗員輸送計画の一環として実施された。スターライナー宇宙船2号を使用したOFT-2は2022年5月19日に打ち上げられ、6日後に終了した。スターライナーは2022年5月21日に無事国際宇宙ステーション（ISS)にドッキングした。同機はドッキング解除するまで4日間滞在し、2022年5月25日にホワイトサンズ宇宙港に着陸した。

## 積み荷
カプセルは、宇宙飛行士と貨物を搭載する将来のミッションを模擬するためにおよそ245 kg (540 lb)の補給品と試験装置を輸送した。貨物の中には歴史的黒人大学の旗とロージー・ザ・リベッターのピンズ、それにEMUの水分吸収パッド16枚が含まれていた。
スターライナーには、大部分が食料と船外活動装備からなる250kg近いISS貨物が搭載された。宇宙飛行士はこれらの貨物を取り出し、その代わりに272kgの窒素酸素差重点タンクを地上に戻すために積み込んだ。このタンクは地上に戻ったのちに改修され、その後再び飛行することになる。
スターライナーには人型試験装置（ATD）のロージー（「ロージー・ザ・ロケッティア」とも）の2回目のフライトとして再び搭載された。また、Kerbal Space ProgramのキャラクターのJebediah KermanがゼロGインジケーターとして搭載された。

## ミッション
2019年12月に行われたスターライナーの最初飛行であるOFTはソフトウェアの問題によって宇宙ステーションとのランデヴーに失敗した。ボーイングとNASAは、この宇宙船システムでのさらなる無人飛行試験を行うことで合意した。当初からの費用固定型契約の一部として、このフライトの費用はボーイングが負担し、ボーイングの自己負担額は4億1000万ドルと推定されている。このミッションでは、当初Boe-CFT有人飛行試験で使用する予定だったハードウェア、スターライナー宇宙船およびアトラスVロケットの使用が計画された。
AV-082の識別コードが与えられた2機目のアトラスV N22がスターライナー宇宙船を国際宇宙ステーションへの2回目の無人試験飛行のために打ち上げた。カプセルは、ボーイング有人飛行試験に向けてISSにドッキングし、その後軌道上での慣らし飛行を終えたのちに地球に帰還してアメリカ合衆国西部に着陸した。
OFT-2はアトラスVにとって2回目となるペイロードフェアリングなしでのフライトであるとともに、デュアルエンジン・セントール 第二段を使用した2回目のフライトでもあった。デュアルエンジン・セントールは2基のRL-10を使用し、スターライナーの飛行での打ち上げ軌道を提供するために求められるミッションの時点でも安全に中止する能力を有している。
ボーイングはOFT-1フライトの後でスターライナーのドッキングシステムを設計変更し、カプセルが炎上しながら大気圏を降下する際の保護を強化するために、使い捨てノーズコーンの下にスペースX ドラゴン2のオーズコーンで使用されていたのと同様のヒンジ付きの再突入カバーを追加した。このシステムはOFT-2ミッションでテストされた。このフライトは、ドラゴン2のドッキング機構がスペースX自身によって設計されていたことから、NASAドッキング機構が商業宇宙船で使用される初めてのフライトでもあった。

### 打ち上げの遅延

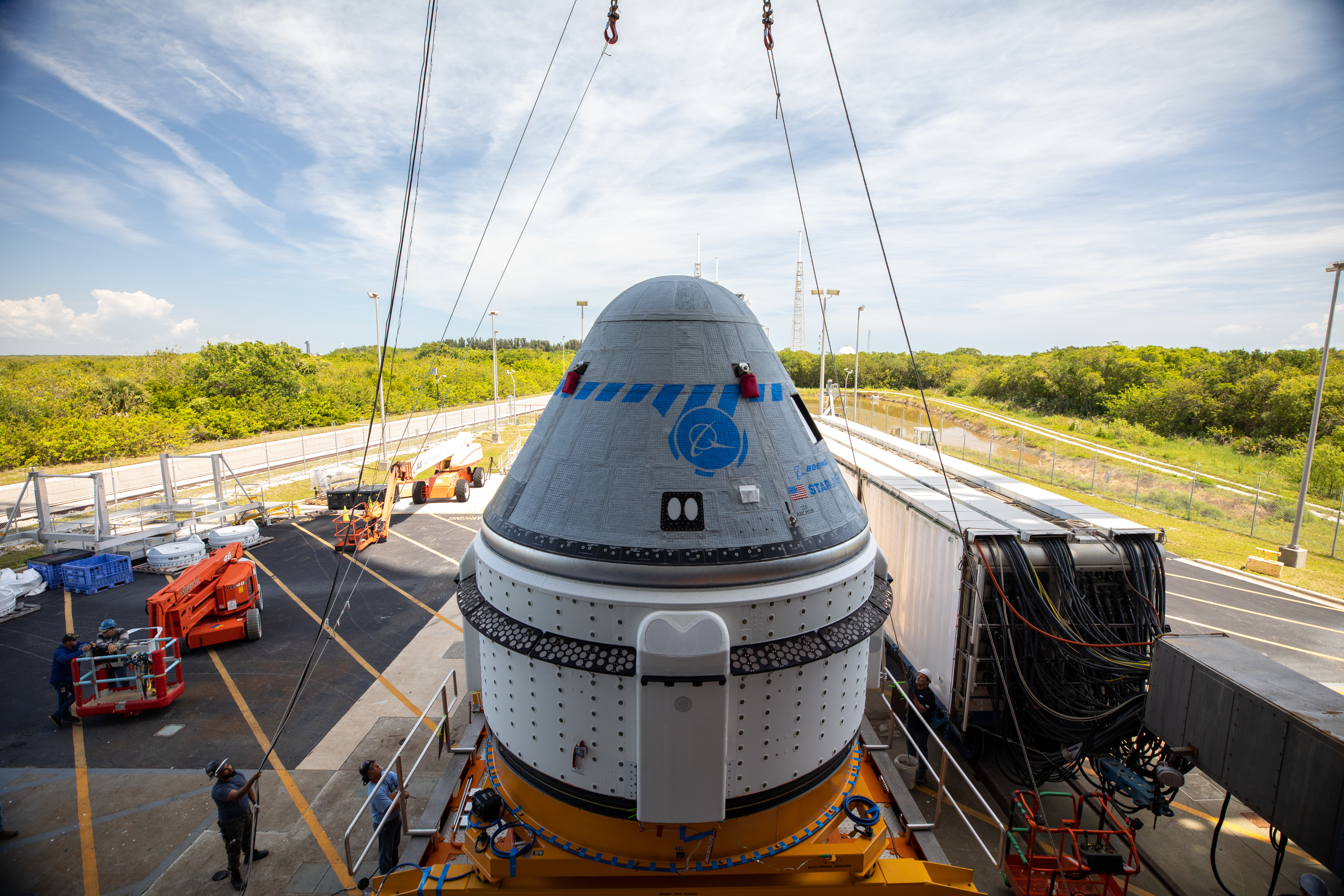
OFT-2に向けてSLC-41に到着したボーイング CST-100 スターライナー

2020年12月9日に、NASAとボーイングは2021年3月29日がOFT-2ミッションの目標打ち上げ日であることを発表した。2020年12月16日、ボーイングは軌道飛行試験2の公式ミッションパッチを公開した。2021年1月18日、ボーイングおよびNASAはOFT-2ミッションに向けてスターライナー宇宙船のソフトウェアの再検証を完了したと発表した。2021年2月に、打ち上げ日が2021年3月25日、4月2日、そして4月中頃へとシフトした。2021年4月中には打ち上げ予定は2021年8月ないし9月であり、詳細な日時は未定となった。2021年5月に打ち上げは2021年7月30日予定とされた。
OFT-2の打ち上げに先立って、Crew-2ミッションでISSのハーモニー 前方側ポートにドッキングしていたクルードラゴン・エンデバーが2021年7月21日 10:45 UTCにドッキング解除し、11:35 UTCにハーモニー 天頂側ポートに再ドッキングした。OFT-2の打ち上げは2021年7月30日 18:53:32 UTCに予定された。2021年7月27日、NASA、ボーイングおよびULAは当ミッションの飛行準備完了確認審査（FDR）を完了した。
2021年7月29日、打ち上げの準備作業がケープカナベラル宇宙軍施設第41発射施設で進められていた。スターライナーを搭載したアトラスVは垂直統合施設（VIF）から打ち上げパッドに出てきたばかりだった。まったく別のミッションでナウカモジュールが朝早くに宇宙ステーションにドッキングしていたが、ナウカのスラスターが予定外の噴射を行って深刻な異常が発生したために、この事態が収拾されるまではOFT-2がドッキングすることができなくなった。アトラスVは即座にVIFに戻され、打ち上げは2021年8月3日 17:20:18 UTCまで延期された。

### 2021年8月 バルブ故障

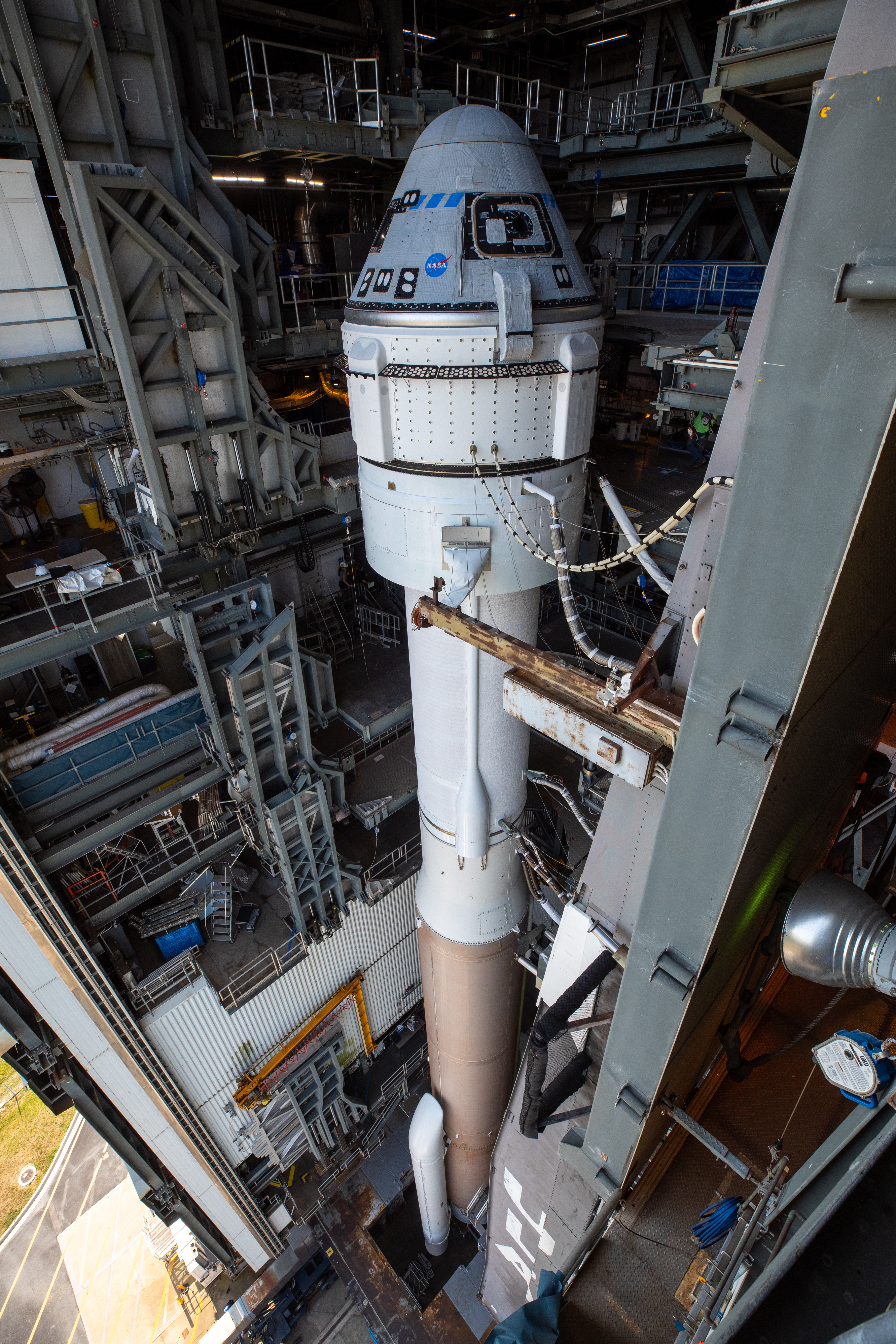
2022年5月18日、VIFから打ち上げパッドに引き出されるCST-100 スターライナー宇宙船とULAのアトラスVロケット

アトラスVは2021年8月2日に再び引き出された。8月3日の打ち上げの試みはスターライナーの推進システムの技術的問題が発生し、さらに24時間のリサイクルが必要となったに中止され、打ち上げの予定は2021年8月4日 16:57 UTCに変更された。スターライナーの推進システムで想定外のバルブ位置が表示されたため、技術チームがこの問題を調査するために打ち上げはさらに8月後半にまで延期された。その結果、アトラスVは更なる試験のためにVIFに引き戻された。2021年8月13日、ボーイングは13個の推進システムバルブのより深いレベルの問題解決のために宇宙船を商業乗員および貨物処理施設に戻すことを決定したため、打ち上げは翌年に持ち越しとなった。問題の分析と修正に時間が必要だったため、打ち上げは発射施設が再び利用可能になる2022年5月まで延期された。

### 再打ち上げの試み

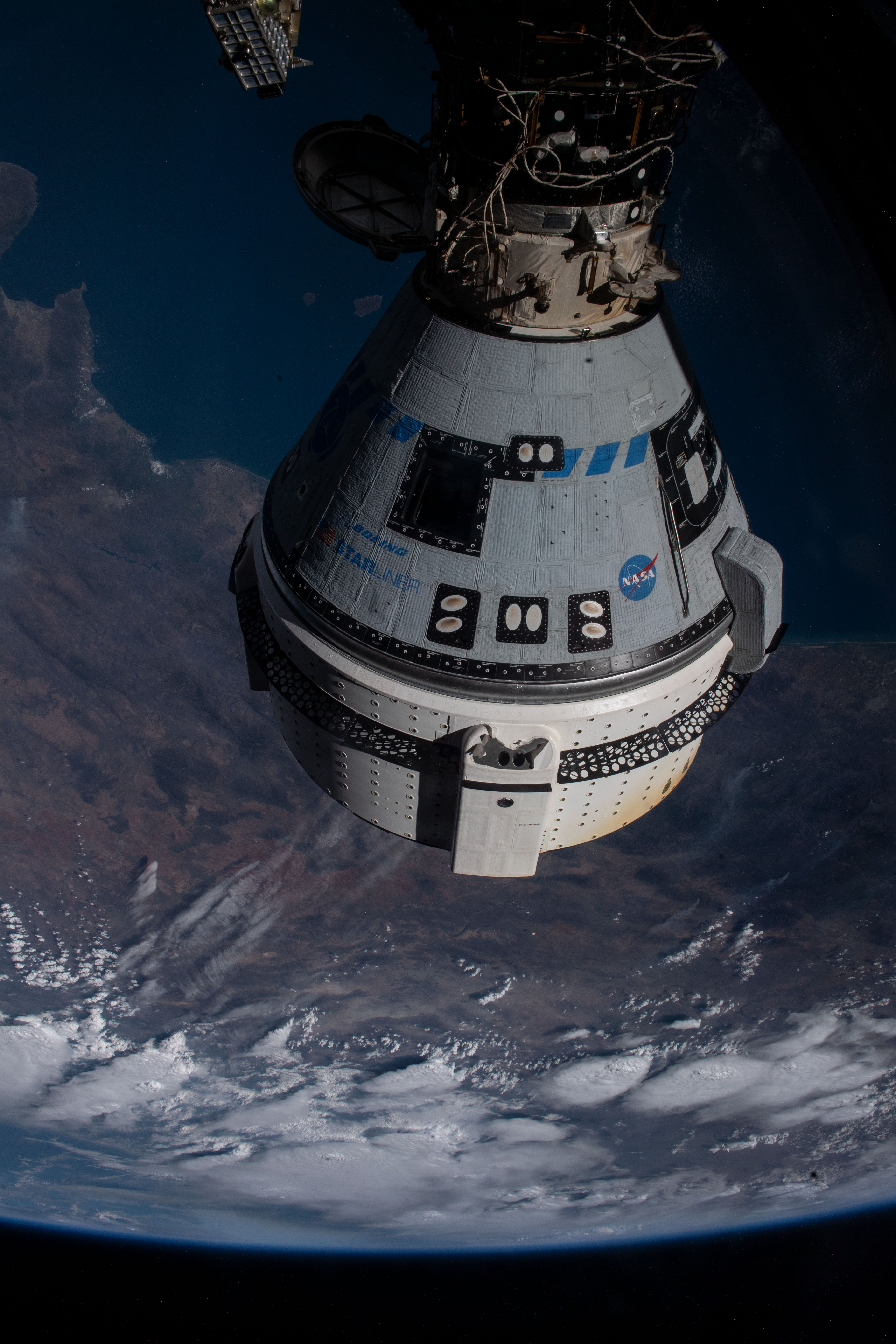
ISSにドッキングするスターライナー

ユナイテッド・ローンチ・アライアンスの垂直統合施設でのロケットの組み立てが完了したのちに、2022年5月19日の22:54 UTCに打ち上げが行われ、ミッション開始31分後に軌道投入燃焼を完了した。この燃焼中、サービスモジュールの12個のスラスターのうち2個のOMACスラスターが点火直後に故障したが、船内の飛行制御システムが予備のスラスターに切り替えて燃焼を正常に完了し、スターライナーは良好な軌道に到達した。ミッション開始後26時間34分後に、スターライナーは1回目のドッキングの試みで暫定的ドッキング状態（ソフトキャプチャー）に到達した。その20分後に宇宙船は確定的ドッキング（ハードキャプチャー）を達成した。ドッキングは、NDSドッキングインターフェースのリングクランプを引っ込めて再度伸ばす必要があったため、予定から約1時間遅れて行われた。5月21日 16:04 UTC、初めてハッチが開放された。5月24日 19:00 UTCに出発準備のためにハッチが閉鎖された。5月25日 18:36 UTC、スターライナーはISSからドッキング解除し、22:49 UTCにニューメキシコ州ホワイトサンズへの着陸に成功した。

## ギャラリー

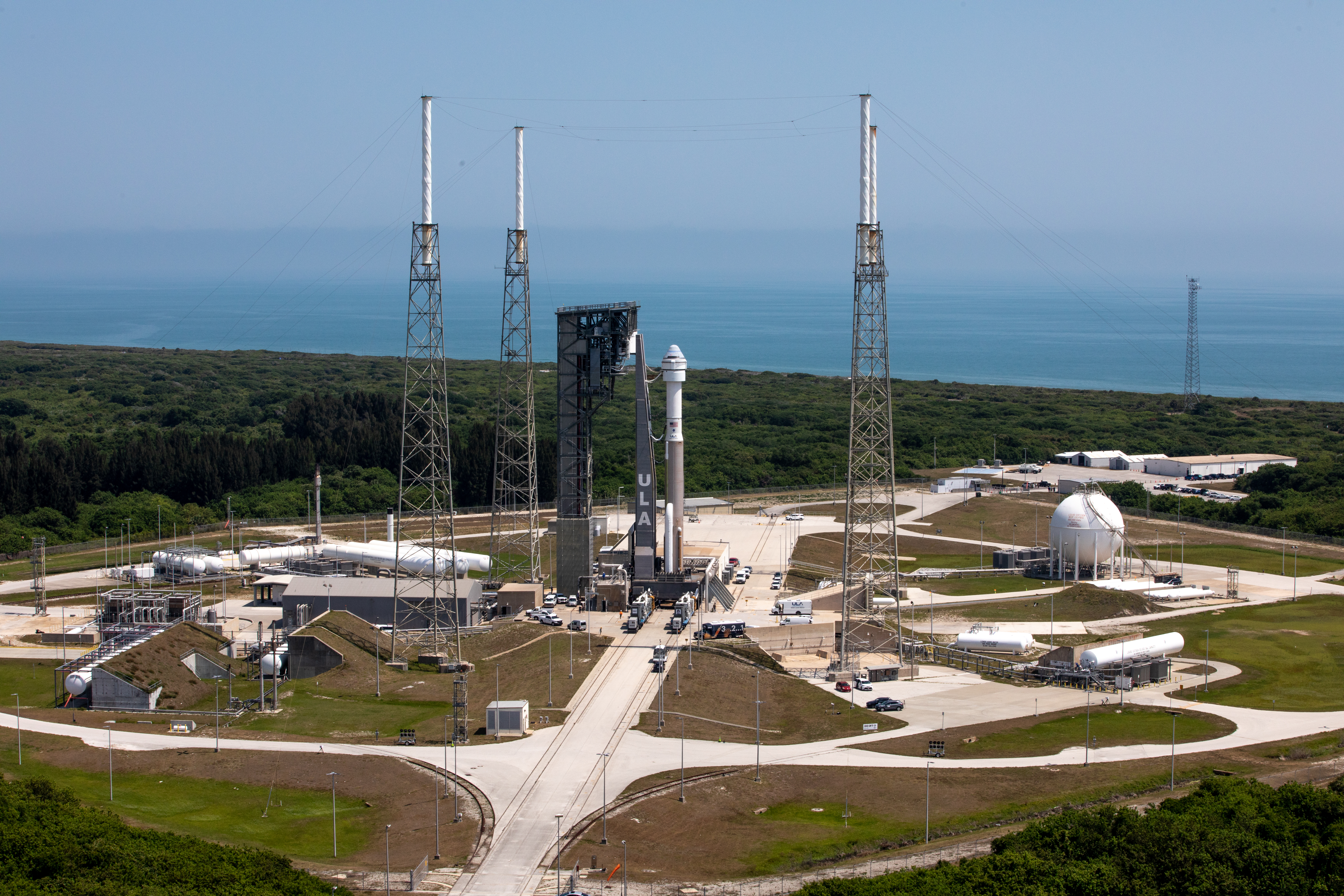
垂直統合施設から打ち上げパッドに引き出されるCST-100 スターライナー宇宙船とアトラスVロケット
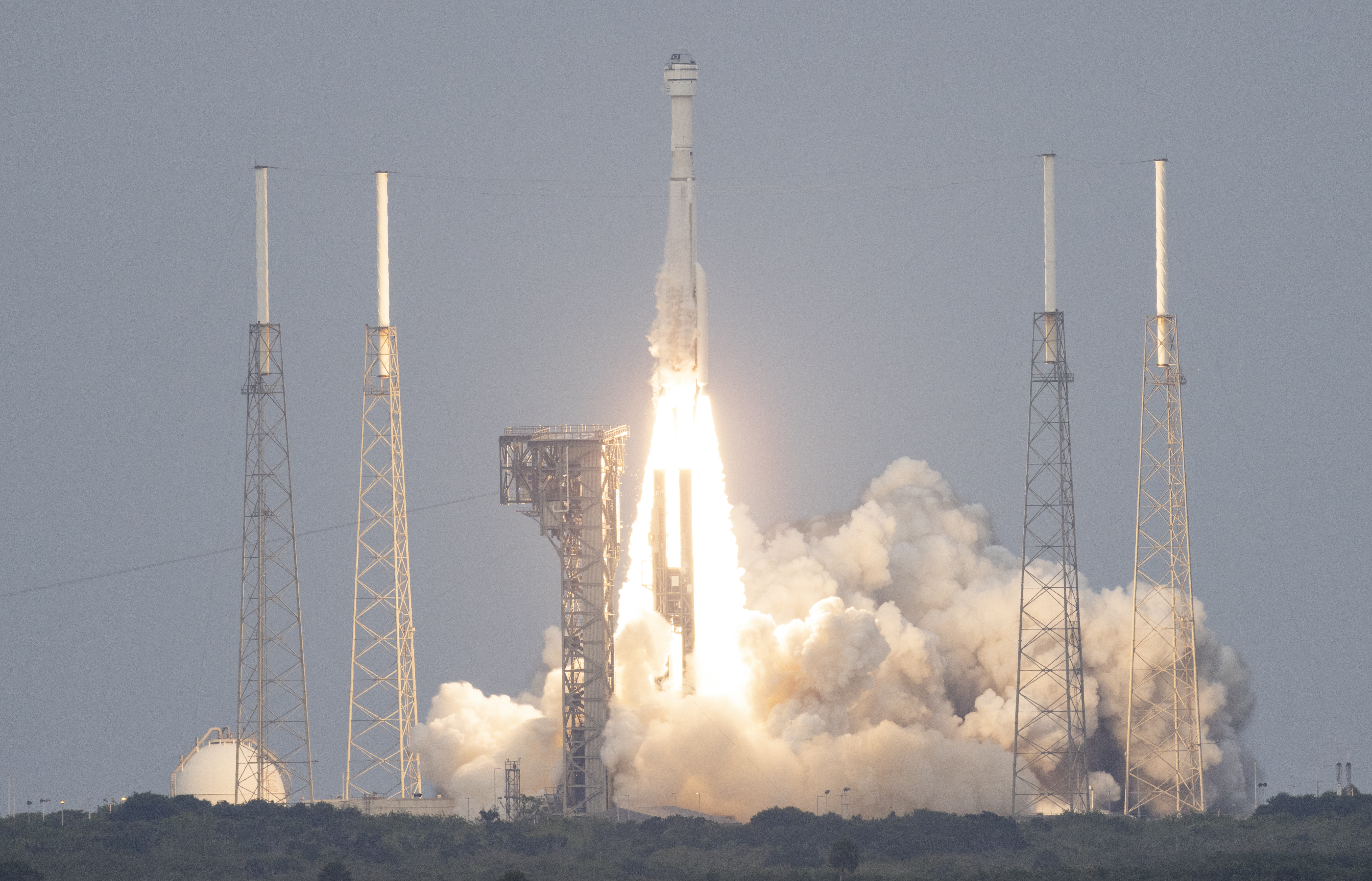
アトラスVで打ち上げられるOFT-2
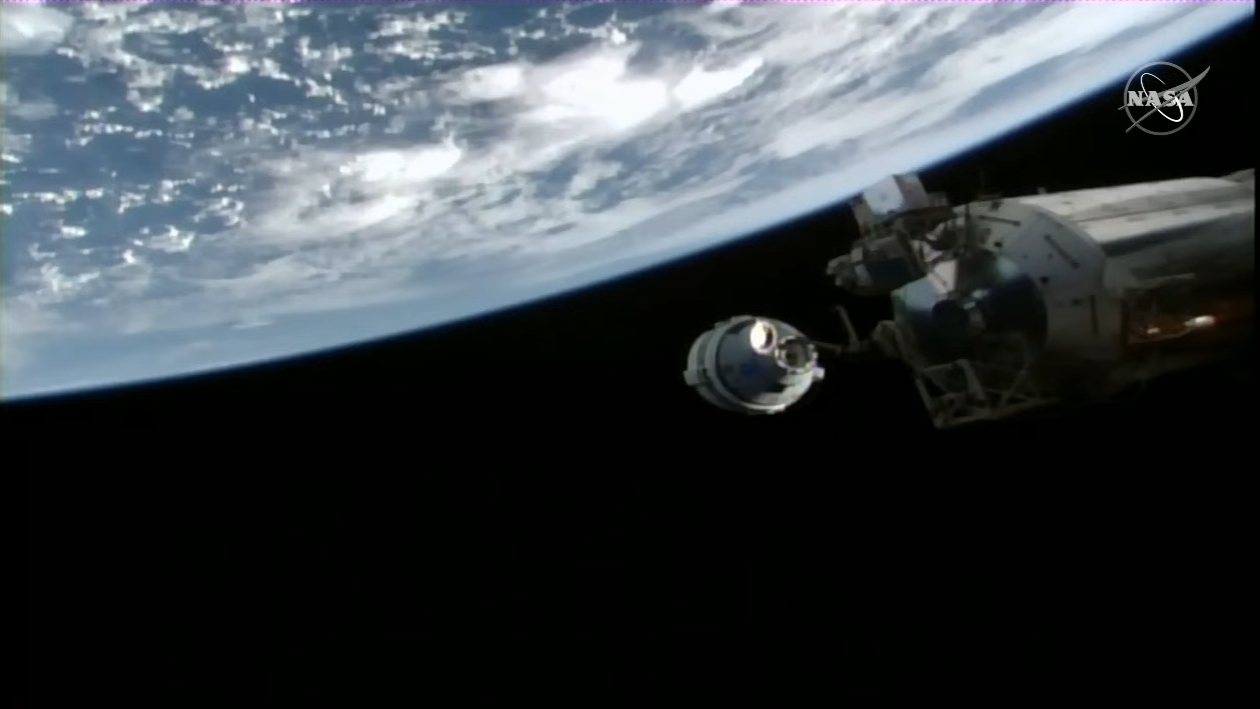
ISSに接近するスターライナー
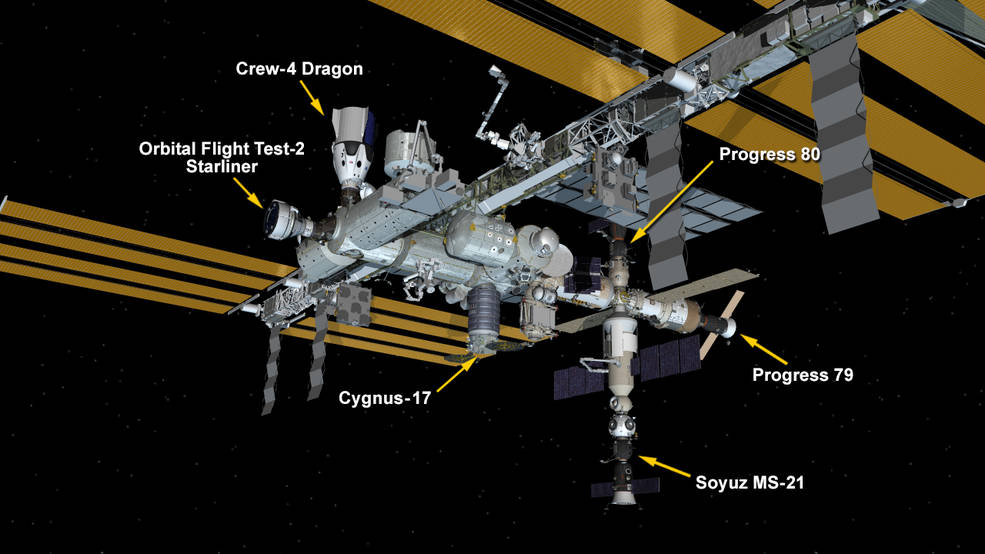
同時にハーモニーモジュールのポートにドッキングしたどちらも商業有人宇宙船であるクルードラゴンとスターライナーが
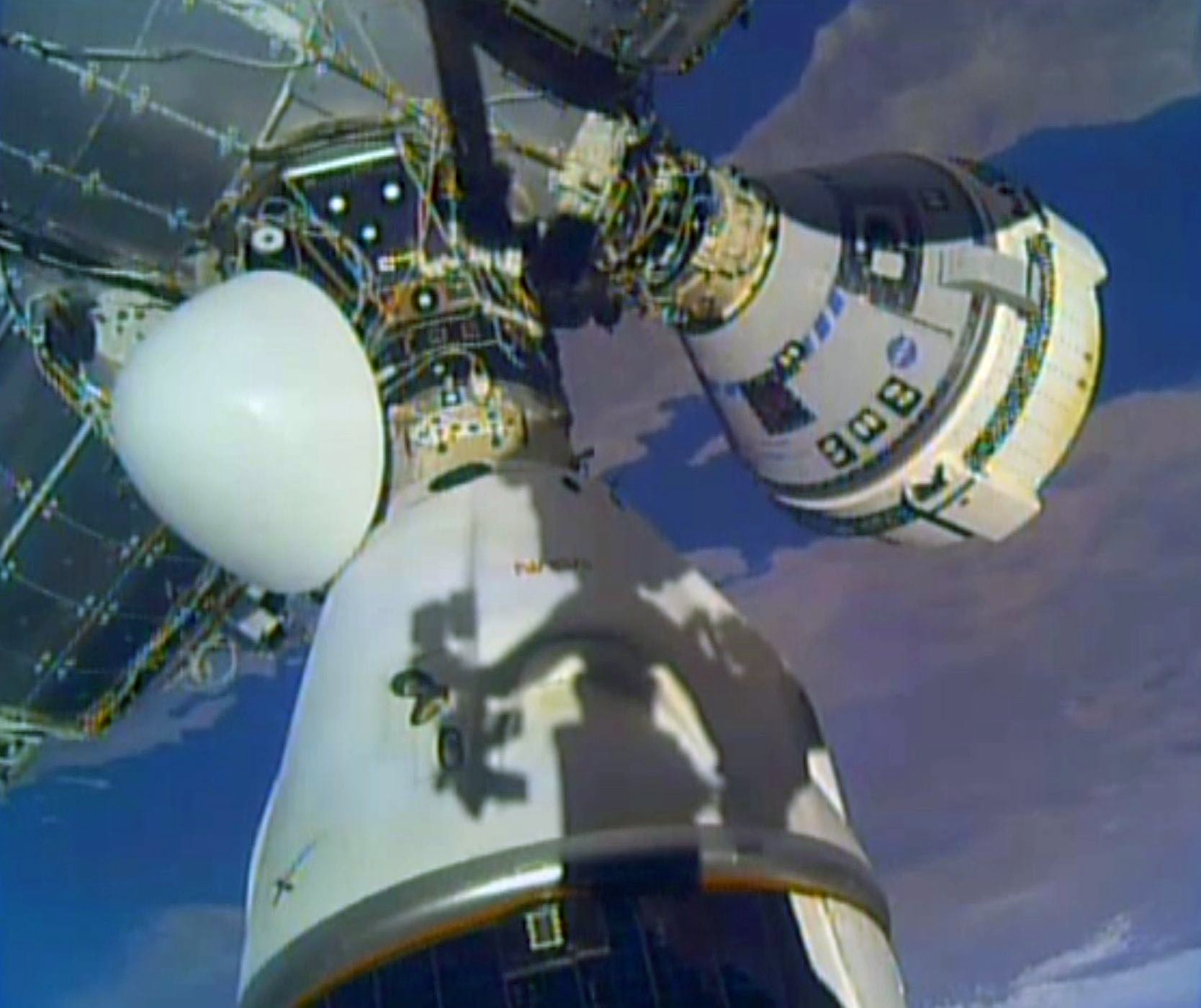
商業乗員輸送計画の宇宙船であるスターライナーとドラゴン
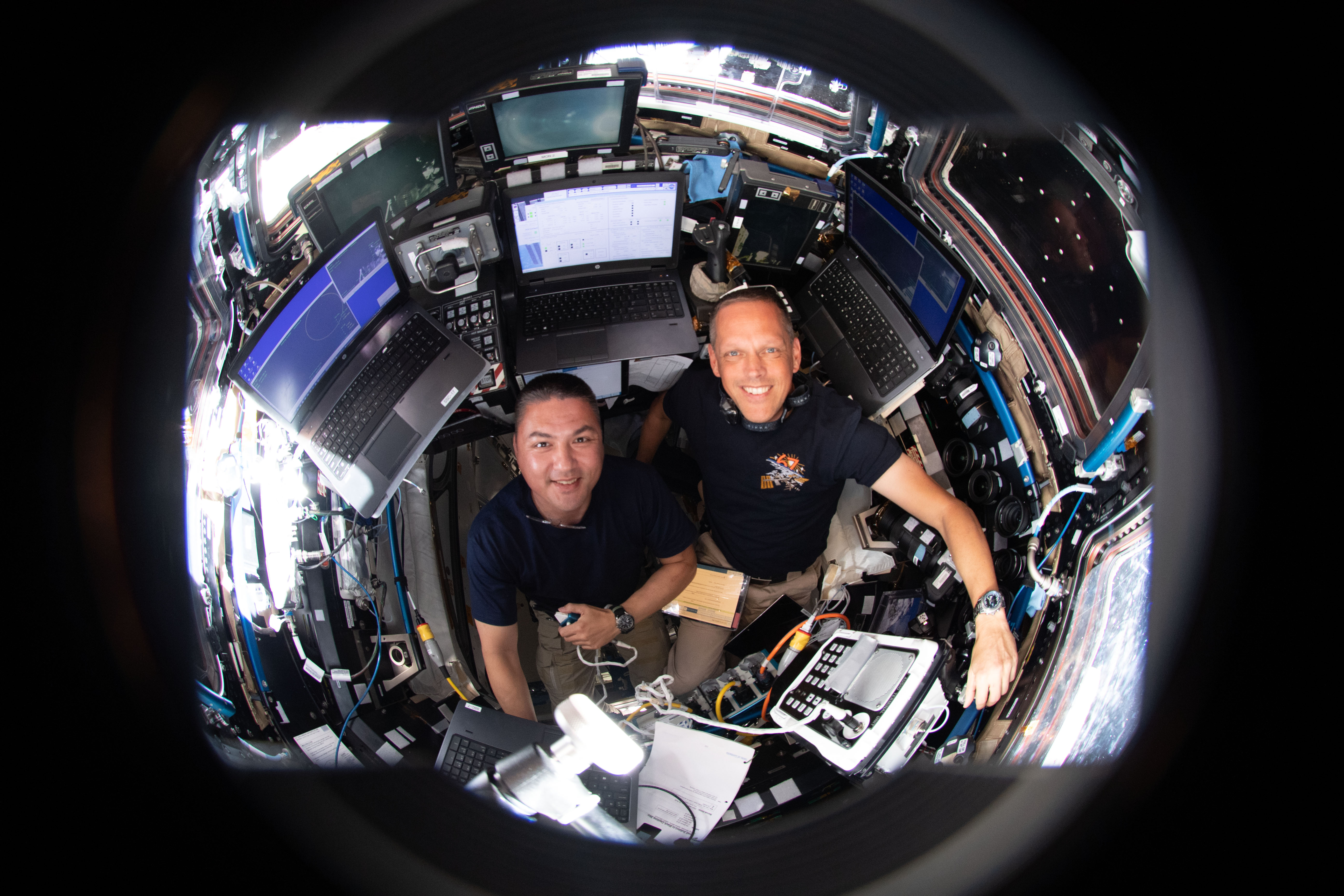
スターライナーを見守るNASAの宇宙飛行士チェル・リンドグレンとボブ・ハインズ
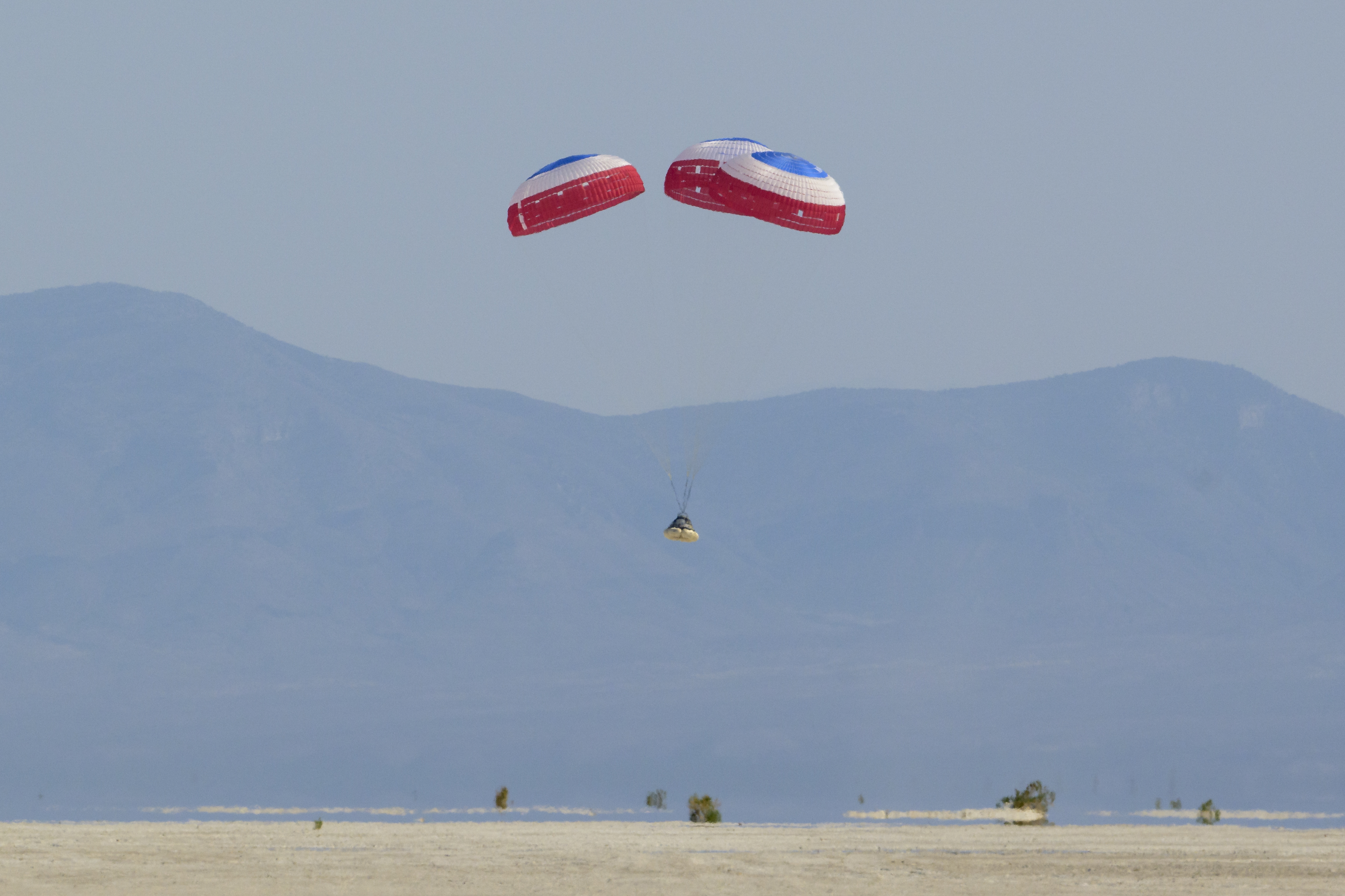
ニューメキシコ州ホワイトサンズに着陸するスターライナー
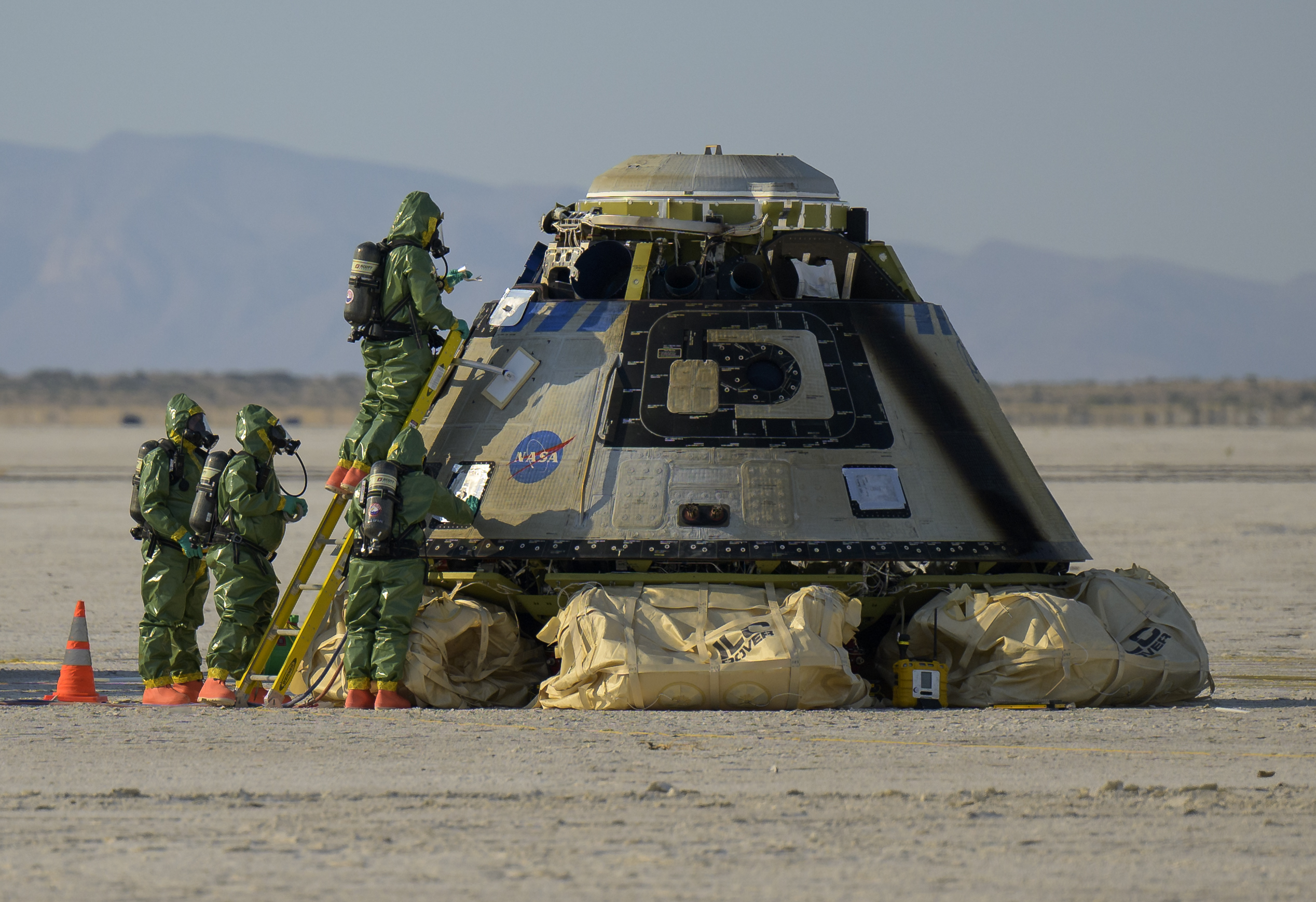
着陸後のスターライナー